# Pawneese
Pawneese (1973-1997) est un cheval de course pur-sang anglais appartenant à l'écurie Wildenstein, participant aux courses hippiques de plat. 

## Carrière de courses
Élevée en Irlande par Daniel Wildenstein, Pawneese débute à 2 ans sous la houlette d'Angel Penna et la monte d'Yves Saint-Martin, mais ne parvient pas à s'imposer lors de ses deux sorties. À 3 ans, la pouliche semble enfin venue. Elle fait une rentrée précoce et victorieuse dans le Prix La Camargo, puis enchaîne deux préparatoires aux classiques, les Prix Pénélope et Cléopâtre. Angel Penna et Daniel Wildenstein décident alors d'aller affronter les meilleures anglo-irlandaises dans les Oaks d'Epsom. C'est un triomphe : Pawneese écrase la course et s'impose par 5 longueurs. On aurait pu s'en contenter. Mais la pouliche est de retour neuf jours plus tard pour tenter un sensationnel doublé avec le Prix de Diane, là où d'ordinaire les purs-sangs de haut niveau s'accordent au moins trois semaines de repos entre deux courses. Mais Pawneese est dans la forme de sa vie et l'emporte à nouveau, devant l'excellente Riverqueen, lauréate de la Poule d'Essai des Pouliches et du Prix Saint-Alary. 
Et ce n'est pas fini. Au cœur de l'été, Pawneese s'en va défier dans les King George VI & Queen Elizabeth Stakes un lot de mâles et de chevaux d'âge de haute volée, où les Français Youth (vainqueur du Prix du Jockey Club) et Malacate (lauréat de l'Irish Derby devant le vainqueur du Derby d'Epsom, lui aussi français, Empery) représentent le classicisme au masculin. Elle les met tous au pas, gagnant de bout en bout devant deux 4 ans, Bruni et Orange Bay, devenant la deuxième pouliche de 3 ans à s'imposer dans cette course après la grande Dahlia, et, depuis, seule Taghrooda et la grande Enable l'ont imité. Elle prouve ainsi qu'elle n'est pas seulement la meilleure pouliche de 3 ans en Europe, mais bien le meilleur cheval du vieux continent, tous âges et sexe confondus. Du moins cet été-là. Car Pawneese a tout donné. Trois prestigieuses courses de groupe 1 en huit semaines, c'est beaucoup et, l'automne venu, la pouliche n'a plus rien à donner. Elle se traîne dans le Prix Vermeille, septième seulement. Et, dans le Prix de l'Arc de Triomphe, Yves Saint-Martin a senti le vent tourné. Il délaisse la pouliche au profit d'un autre représentant de l'écurie Wildenstein, le vainqueur du St. Leger, Crow. La course lui donnera raison, puisqu'il termine premier dauphin de Ivanjica, tandis que Pawneese, confiée à Pat Eddery, termine péniblement son parcours. Il est temps pour elle de rentrer au haras, non sans avoir marqué les esprits le temps d'un printemps, d'un été.  

### Résumé de carrière
| Date         | Hippodrome  | Pays        | Course                                  | Statut      | Distance    | Jockey          | Place       | Écart       | Vainqueur ou deuxième |
| 1975, 2 ans  | 1975, 2 ans | 1975, 2 ans | 1975, 2 ans                             | 1975, 2 ans | 1975, 2 ans | 1975, 2 ans     | 1975, 2 ans | 1975, 2 ans | 1975, 2 ans           |
| ------------ | ----------- | ----------- | --------------------------------------- | ----------- | ----------- | --------------- | ----------- | ----------- | --------------------- |
| 28 juillet   | Évry        | France      | Maiden                                  |             | 1 300 m     | Y. Saint-Martin | 2e          |             | ―                     |
| 15 août      | Deauville   | France      | Maiden                                  |             | 1 500 m     | Y. Saint-Martin | 4e          |             | ―                     |
| 1976, 3 ans  |             |             |                                         |             |             |                 |             |             |                       |
| 8 mars       | Saint-Cloud | France      | Prix La Camargo                         | Listed      | 1 600 m     | Y. Saint-Martin | 1er / 8     | tête        | Anne Palatine         |
| 27 mars      | Saint-Cloud | France      | Prix Pénélope                           | Gr. 3       | 2 100 m     | Y. Saint-Martin | 1er / 11    | 2           | Loveliest             |
| 15 mai       | Saint-Cloud | France      | Prix Cléopâtre                          | Gr. 3       | 2 100 m     | Y. Saint-Martin | 1er         | 2 ½         | Elise Ma Belle        |
| 4 juin       | Epsom       | Royaume-Uni | Oaks                                    | Gr. 1       | 2 400 m     | Y. Saint-Martin | 1er / 14    | 5           | Roses for The Star    |
| 13 juin      | Chantilly   | France      | Prix de Diane                           | Gr. 1       | 2 100 m     | Y. Saint-Martin | 1er / 11    | 1 ½         | Riverqueen            |
| 24 juillet   | Ascot       | Royaume-Uni | King George VI & Queen Elizabeth Stakes | Gr. 1       | 2 400 m     | Y. Saint-Martin | 1er / 10    | 1           | Bruni                 |
| 19 septembre | Longchamp   | France      | Prix Vermeille                          | Gr. 1       | 2 400 m     | Y. Saint-Martin | 7e / 10     | ―           | Lagunette             |
| 3 octobre    | Longchamp   | France      | Prix de l'Arc de Triomphe               | Gr. 1       | 2 400 m     | Pat Eddery      | 11e / 20    | 19          | Ivanjica              |

## Au haras
Pawneese n'a pas bien reproduit. Du moins en quantité. Car un seul de ses produits lui a permis de pérenniser son nom au stud et de faire honneur à sa grande famille maternelle, celle de Peintre Célèbre, autre étoile de l'élevage Wildenstein. Sa fille Poughkeepsie (par Sadler's Wells) n'a remporté qu'une seule course, mais elle a donné Private Life (par Bering), l'autrice du grandissime stayer Stradivarius. Et, par une autre de ses filles, Poughkeepsie est l'aïeule de l'Allemand Protectionist (par Monsun), lauréat notamment de la Melbourne Cup et du Grosser Preis von Berlin.
Pawneese s'éteint le 18 mars 1997 au haras de Coolmore, en Irlande, où elle était retirée. 

## Origines
Jument outcross, dépourvue des courants de sang dominants de l'élevage mondial (à peine relève-t-on le nom de Nasrullah dans son pedigree), Pawneese est une fille du modeste étalon Carvin, vainqueur du Critérium de Saint-Cloud, deuxième du  Prix Morny et du Washington, D.C. International, troisième du Prix du Jockey Club, du Prix Royal Oak et du Preis von Europa. 
Si le pedigree est atypique et désuet quand on le remonte, en revanche la famille maternelle de Pawneese est exceptionnelle, puisque sa mère Plencia, qui s'imposa au niveau Listed, est une jument-base de l'élevage Wildenstein, puisqu'elle a fondé la lignée des "P", dans laquelle on trouve de nombreux champions évoluant sous la casaque bleue. Plencia est en effet l'aïeule du crack Peintre Célèbre (Prix de l'Arc de Triomphe), de Persian King (Poule d'Essai des Poulains, Prix d'Ispahan, Prix du Moulin de Longchamp, 3e Prix de l'Arc de Triomphe), de Planteur (Prix Ganay, 2e Prix du Jockey Club, Grand Prix de Paris, 3e Dubaï World Cup), de Policy Maker (2e Grand Prix de Saint-Cloud, 4e Japan Cup) et, hors élevage Wildenstein, du grand Stradivarius.

### Pedigree
| Origines de Pawneese (IRE), jument baie née en 1973 | Origines de Pawneese (IRE), jument baie née en 1973 | Origines de Pawneese (IRE), jument baie née en 1973 | Origines de Pawneese (IRE), jument baie née en 1973 |
| --------------------------------------------------- | --------------------------------------------------- | --------------------------------------------------- | --------------------------------------------------- |
| Père Carvin                                         | Marino                                              | Worden                                              | Wild Risk                                           |
| Père Carvin                                         | Marino                                              | Worden                                              | Sans Tares                                          |
| Père Carvin                                         | Marino                                              | Buena Vista                                         | Orwell                                              |
| Père Carvin                                         | Marino                                              | Buena Vista                                         | Anne de Bretagne                                    |
| Père Carvin                                         | Coraline                                            | Fine Top                                            | Fine Art                                            |
| Père Carvin                                         | Coraline                                            | Fine Top                                            | Toupie                                              |
| Père Carvin                                         | Coraline                                            | Copelina                                            | Loliondo                                            |
| Père Carvin                                         | Coraline                                            | Copelina                                            | Casserole                                           |
| Mère Plencia                                        | Le Haar                                             | Vieux Manoir                                        | Brantôme                                            |
| Mère Plencia                                        | Le Haar                                             | Vieux Manoir                                        | Vieille Maison                                      |
| Mère Plencia                                        | Le Haar                                             | Mine Pie                                            | Téléférique                                         |
| Mère Plencia                                        | Le Haar                                             | Mine Pie                                            | Cannelle                                            |
| Mère Plencia                                        | Petite Saguenay                                     | Nordiste                                            | Norseman                                            |
| Mère Plencia                                        | Petite Saguenay                                     | Nordiste                                            | Berthe                                              |
| Mère Plencia                                        | Petite Saguenay                                     | Ballynash                                           | Nasrullah                                           |
| Mère Plencia                                        | Petite Saguenay                                     | Ballynash                                           | Ballywellbroke (famille 9)                          |